# Roswitha Beier
Roswitha Beier, efter vigseln Sonntag, född 22 december 1956 i Riesa, är en inte längre aktiv östtysk tävlingssimmare (främst fjärilsim).
Beier var redan som barn en framgångsrik simmare och vann bland annat den nationella spartakiaden. Hon deltog vid de Olympiska sommarspelen 1972 och vann där en silvermedalj över 100 meter fjärilsim med nytt östtyskt rekord. Ytterligare en silvermedalj tillkom med det östtyska laget över 4 x 100 meter medley.
Vid världsmästerskapen i simsport 1973 blev hon silvermedaljör efter lagkamraten Rosemarie Kother.
Beier var senare anställd i finansbranschen.